# Blakea grandiflora
Blakea grandiflora är en tvåhjärtbladig växtart som beskrevs av William Botting Hemsley. Blakea grandiflora ingår i släktet Blakea och familjen Melastomataceae. Inga underarter finns listade i Catalogue of Life.